# دابید آلگره
دابید آلگره (اسپانیایی: David Alegre‎؛ زادهٔ ۶ سپتامبر ۱۹۸۴) بازیکن هاکی روی چمن اهل اسپانیا است که در مسابقات کشوری و بین‌المللی در مجموع برندهٔ 2 مدال طلا، 4 مدال نقره، 3 مدال برنز شده‌است.